# Coua de Reynaud
Coua reynaudii
Espèce
Statut de conservation UICN

 LC  : Préoccupation mineure
Le Coua de Reynaud (Coua reynaudii) est une espèce d'oiseaux endémique de Madagascar appartenant à la famille des Cuculidae.